# ترانس‌تیرتین
ترانس‌تیرتین (انگلیسی: Transthyretin) (TTR) یکی از پروتئینهایی است که در جریان خون یا مایع مغزی نخاعی هورمون تیروکسین را منتقل می‌سازد. پروتئین مهمتر در انتقال هورمون تیروئید تیروکسین بایندینگ گلوبولین (TBG) است. ترانس‌تیرتین از پروتئین‌های فاز حادی است که در جریان التهاب کاهش می‌یابند.